# Ben Theron
Ben Michael Theron (ur. 18 października 2004) – południowoafrykański zapaśnik walczący w stylu wolnym. Brązowy medalista igrzysk afrykańskich w 2023. Wicemistrz Afryki juniorów w 2022 roku.  